# Bulbophyllum flabellum-veneris
Bulbophyllum flabellum-veneris é uma espécie de orquídea (família Orchidaceae) pertencente ao gênero Bulbophyllum. Foi descrita por Leonid Vladimirovich Averyanov em 2003.